# نهر بونوي
بونوي ( (بالروسية: Поно́й)‏ ) هو نهر يقع في شبه جزيرة كولا في روسيا. يبلغ طوله 426 كم ومساحة حوضه 15500 كم2.

## الجغرافيا
ينبع نهر بونوي من الطرف الغربي لمرتفعات كييفي على بعد 50 كم شرقي بحيرة لوفوزيرو، في وسط شبه جزيرة كولا . يتدفق النهر بعد ذلك باتجاه الشرق، ويمر في مسار متعرج عبر مناطق التايغا المستنقعية والتلال في معظم مساره. يرفد نهر بونوي عدة روافد من الشمال أكبرها نهر أتشيروك.
بعد التقاءه بنهر بورناتش، وعلى بعد 77 كيلومتراً من البحر، يغير النهر طابعه ويتدفق عبر واد شديد الانحدار ذي منحدرات عديدة. يتدفق ليصب في البحر الأبيض عند رأس كورابيلني، في الطرف الشرقي من شبه جزيرة كولا.
يتجمد النهر في الفترة من أواخر أكتوبر إلى أوائل نوفمبر ، ويظل متجمدًا حتى النصف الأول من شهر مايو. يقع النهر بالكامل ضمن الدائرة القطبية الشمالية. 

## الحياة البرية والأسماك
النهر غني جدًا بسمك السلمون الأطلسي ( Salmo salar ). وقد اشتهر بين السياح الأوروبيين بصيد الأسماك، وهناك معسكرات صيد تقام على طول النهر. 